# P. J. 번
P. J. 번(P. J. Byrne, 1974년 12월 15일 ~ )는 미국의 배우, 희극인이다.

## 출연 작품

### 영화
- 더 울프 오브 월 스트리트 (2013)
- 더 기프트 (2015) - 대니 역
- 엘로이즈 (2016)
- 그린 북 (2018) - 음반회사 직원 역
- 램페이지 (2018) - 넬슨 역
- 카운트다운 (2019) - 존 신부 역
- 밤쉘: 세상을 바꾼 폭탄선언 (2019) - 닐 커부토 역

### 텔레비전
- 비바 로플린 (2007)
- 코라의 전설 (2012-14) - 애니메이션